# Sinsicap
Sinsicap es una localidad peruana capital del Distrito de Sinsicap de la Provincia de Otuzco en el Departamento de La Libertad, está bajo la administración del Gobierno regional. Su ubicación se encuentra aproximadamente a unos 51 kilómetros al este de la ciudad de Trujillo.